# Kelly Cheng
 Kelly Marie Claes Cheng (Fullerton, 18 de setembro de 1995) é  ex-uma voleibolista indoor e atualmente jogadora de voleibol de praia estadunidense, que nas quadras atuou nas posições  de oposto e levantadora  e conquistou a medalha de ouro  na edição do Campeonato Mundial Universitário de Vôlei de Praia de 2016 na Estônia e foi medalhista de bronze nas edições do  Campeonato Mundial de Vôlei de Praia Sub-19 em Portugal e no Campeonato Mundial de Vôlei de Praia Sub-21 do Chipre.

## Carreira
A prática desportiva não era novidade na família de Kelly, filha de Paul e Quincy Claes, seu pai jogou beisebol de 1984 a 1985 em San Diego, irmã de Ben e Danny e Kristi, iniciou competindo no voleibol indoor (quadra), desde a fase escolar ao representar o El Dorado High School, localizado em Placentia, disputou muitas competições como levantadora e integrou em 2012 a seleção nacional na categoria infantojuvenil para os treinamentos da temporada; ainda defendeu por três anos Impact VC  e por dois anos  So-Cal Juniors VC.
Nas competições escolares de 2012 chegou a registra 39 pontos em uma única partida, foi nomeada atleta do primeiro time na primeira divisão do Campeonato da Federação Intersolarística da Califórnia (CIF-California Interscholastic Federation) e Orange County  e Orange Register, conduzindo o time a final como oposto; conquistando  o título do Campeonato da CIF em 2013 e do condado de Orange Register e do condado de Orange Country, como levantadora do El Dorado High School. Em 2013 pelo voleibol de praia formou dupla com Sara Hughes na conquista do Campeonato de Vôlei de Praia de Alto Rendimento e do Circuito de Vôlei de Praia Juvenil da USA Volleyball no Santa Monica Open e em 2014 foi premiada como melhor novata de vôlei de praia ´pela Volleyball Magazine Fab 50.
Conquistou a medalha de bronze ao lado de Sara Hughes na edição do Campeonato Mundial de Vôlei de Praia Sub-19 de 2013 em Porto.Conquistaram juntas a medalha de bronze no Campeonato Mundial de Vôlei de Praia Sub-21 de 2014 em Lárnaca e ainda disputaram o Circuito NORCECA de Vôlei de Praia de 2014 sediado Boquerón (Cabo Rojo), em Porto Rico, e sagraram-se medalhistas de prata, 
Com Sara Hughes competiu no Circuito da AVP alcançaram o trigésimo terceiro lugar no Manhattan Beach Open.
Após concluir o colegial em 2014 ingressou na Universidade do Sul da Califórnia terminou sua primeira temporada com recorde individual com 34 vitórias e apenas sete derrotas, sendo trinta e três vitórias com sua parceira Alexa Strange, chegaram as quartas de final do Torneio da USC e nas semifinais do Rainbow Wahine Spring Challenge, a prata da USAV Beach Collegiate Challenge, sendo semifinalistas no Pac-12 Invitational,  foi convidada para disputar o Campeonato de Duplas da Associação Americana de Treinadores de Voleibol (AVCA-American Volleyball Coaches Association) sendo eliminada nas oitavas de final e venceu 18 jogos.
E com a croata Dalida Vernier disputou o Circuito Austríaco de Vôlei de Praia de 2014 e terminaram na etapa de Wolfurt com a medalha de bronze.No ano seguinte, sua segunda temporada universitária pela USC esteve na seleção nacional da AVCA, foi campeã com Sara Hughes no Campeonato Nacional de Duplas, com 44 vitórias e apenas três derrotas, ficaram invictas com 19 vitórias competindo no Torneio da USC, Queen of the Beach Challenge Gold Bracket, USAV Beach Collegiate Challenge Gold Bracket  e Pac-12 Invitational Gold, finalizando na vigésima quinta posição no torneio do AVCA, e sagraram-se em 2014 o Torneio EVP Winter Series  realizado em Huntington Beach .
Participou do Circuito da AVP de 2015 com Sara Hughes na conquista do terceiro lugar no Nova Iorque Opene a nona posição no Manhattan Opene juntas ainda disputaram o Aberto de Long Beach pelo Circuito Mundial de Vôlei de Praia de 2015 e finalizaram na quadragésima primeira colocação; e também competiram pelo Circuito NORCECA neste mesmo ano e alcançaram o bronze na etapa de North Bay (Ontário) e foram campeãs na etapa de Varadero .
Em mais uma temporada pela USC marcou a invencibilidade de 36 vitórias perdendo apenas um set ao lado de Sara Hughes para ajudar as Mulheres de Tróia a fazer história como os primeiros campeões da primeira edição do Campeonato Nacional de Vôlei de Praia de 2016 da NCAA (National Collegiate Athletic Association) e conquistaram a medalha de ouro no Campeonato Mundial Universitário de Vôlei de Praia de 2016 em Pärnu , pelo segundo ano consecutivo foi premiada pela AVCA, nomeado para o primeiro time no inaugural da Conferencia Pac -12, recebeu os prêmios do primeiro time pela DiG Magazine e pelo mesmo veículo da melhor jogadora nacional do ano, ganhou Pac-12, ganhou a coroa de ouro Aloha Invitational, os campeonatos de ouro do Invitational Hawai'i e o USAV Beach Collegiate Challenge, conquistou o Campeonato de Duplas da Pac-12  e foi nomeado nesta conferência  a dupla do ano; e a temporada de 2017 foi sua última pela USC e atuou como capitã da equipe, sua última temporada pela USC foi em 2017.
Pelo Circuito da AVP (Associação de Vôlei Profissional Americana) ou AVP Pro Beach Tour de 2016 continuou atuando com Sara Hughes e alcançaram a terceira posição no Nova Iorque Opene o vice-campeonato no San Francisco; na temporada do Circuito Mundial de Vôlei de Praia de 2016 permaneceram juntas e terminaram na décima sétima colocação no Major Series de Klagenfurt e a nona colocação no Aberto de Long Beach; e conquistaram os títulos nas etapas do Circuito NORCECA de Vôlei de Praia de 2016  em North Bay (Ontário) e em Boquerón (Cabo Rojo).
Em mais uma jornada esportiva com Sara Hughes, competiram juntas na edição do Circuito da AVP de 2017, obtendo o sétimo posto no Nova Iorque Open, o nono posto no Seattle Open, o terceiro lugar em Manhattan Beach Open e o título no Chicago Open.
Deu início na temporada de 2017 do Circuito Mundial de Vôlei de Praia ao lado de Kelly Reeves e terminaram na décima sétima posição no torneio categoria cinco estrelas de Fort Lauderdale, na sequência conquistou o título do Campeonato da USA Volleyball Collegiate  de Vôlei de Praia de 2017 ao lado de Sara Hughes, depois competiram juntas no circuito mundial, terminando na quinta posição no quatro estrelas do Rio de Janeiro e no cinco estrelas de Porec, como também o décimo sétimo posto no torneio categoria três estrelas de Moscou e quatro estrelas de Olsztyn, obtendo o nono lugar no cinco estrelas de Gstaad e na edição do Campeonato Mundial de Vôlei de Praia de 2017 em Viena; e ainda conquistaram a medalha de bronze no Long Beach Presidents Cup de 2017.
Nas competições de 2018 formou dupla com Brittany Hochevar e conquistaram o terceiro lugar no Nova Iorque Open correspondente Circuito da AVP, mesmo posto obtido em  também no Seattle Open e também do Hermosa Beach Open e o vice-campeonato no Manhattan Open.
Iniciou com April Ross  pelo Circuito Mundial de Vôlei de Praia de 2018 alcançando a décima sétima posição no torneio categoria três estrelas de Qinzhou, em seguida voltou atuar com Sara Hughes, finalizando nas nonas colocações no torneio quatro estrelas de Haia e cinco estrelas de Fort Lauderdale, e com Brittany Hochevar continuou nos demais torneios, sendo vice-campeãs no torneio categoria quatro estrelas de Xiamen, décima sétima posição no quatro estrelas de  Huntington Beach, vigésima quinta colocação no quatro estrelas de Itapema, quarta posição no quatro estrelas de Warsaw, quinto posto no quatro estrelas de Espinho e a nona posição no torneio categoria cinco estrelas de Viena.
Ainda em 2018 formou dupla com Sarah Sponcil e finalizaram na terceira posição no torneio tres estrelas de Qinzhou, nona posição no quatro estrelas de Las Vegas em 2018 e vice-campeãs em quatro estrelas de  Haia em 2019, quinta posição no quatro estrelas de Jinjiang, nona posição no quatro estrelas de Warsaw e Ostrava, também no cinco estrelas de Vienna, mesma posição no Campeonato Mundial em Hamburgo, além da trigésima terceira posição em Gstaad, obtiveram o vice-campeonato no quatro estrelas de Espinho, quinto lugar nos quatro estrelas de Moscou e Tóquio, nono lugar no Finals em Roma.
Ainda em 2019 juntas terminaram na nona posição no tres estrelas de Qinzhou e quinto em Chetumal. Competiram juntas em 2021, obtenco o quinto lugar em Katara, o trigésimo terceiro posto no  quatro estrelas, I evento em Cancún, quinto lugares no II e III eventos, vencendo o quatro estrelas de Sochi e de Ostrava, finalizaram en nono no quatro estrelas de Gstaad.Pelo Ranking Mundial obtiveram a qualificação olímpica, superando Kerri Walsh e Brooke Sweat, e irão disputar os Jogos Olímpicos de Verão de 2020.

## Títulos e resultados
- Elite 16 de Ostrava do Circuito Mundial de 2024
- Elite 16 de Tepic do Circuito Mundial de 2023
- Torneio 4* de Ostrava do Circuito Mundial de 2021
- Torneio 4* de Sochi do Circuito Mundial de 2021
- Elite 16 de Gstaad do Circuito Mundial de 2023
- Torneio 4* de Espinho do Circuito Mundial de 2019
- Torneio 4* de Haia do Circuito Mundial de 2019
- Elite 16 de Doha do Circuito Mundial de 2024
- Torneio 3* de Qinzhou do Circuito Mundial de 2018
- Torneio 4* de Xiamen do Circuito Mundial de 2018[6]
- Torneio 4* de Warsaw do Circuito Mundial de 2018[6]
- Elite 16 de Uberlândia do Circuito Mundial de 2023
- Etapa de Boquerón (Cabo Rojo) do Circuito NORCECA de Vôlei de Praia:2016[15]
- Etapa de North Bay (Ontário) do Circuito NORCECA de Vôlei de Praia:2016[14]
- Etapa de Varadero do Circuito NORCECA de Vôlei de Praia:2015[10]
- Etapa de Boquerón (Cabo Rojo) do Circuito NORCECA de Vôlei de Praia:2014[4]
- Etapa de North Bay (Ontário) do Circuito NORCECA de Vôlei de Praia:2015[9]
- Chicago Open do Circuito da AVP de Vôlei de Praia:2017[19]
- Manhattan Beach Open do Circuito da AVP de Vôlei de Praia:2018[23]
- San Francisco Open do Circuito da AVP de Vôlei de Praia:2016[13]
- Hermosa Beach Open do Circuito da AVP de Vôlei de Praia:2018[22]
- Seattle Open do Circuito da AVP de Vôlei de Praia:2018[21]
- Nova Iorque Open do Circuito da AVP de Vôlei de Praia:2018[20]
- Manhattan Beach Open do Circuito da AVP de Vôlei de Praia:2017[18]
- Nova Iorque Open do Circuito da AVP de Vôlei de Praia:2016[12]
- Nova Iorque Open do Circuito da AVP de Vôlei de Praia:2015[7]
- Long Beach Presidents Cup de Voleibol de Praia:2017[6]
- Etapa de Wolfurt do Circuito Austríaco de Vôlei de Praia:2014[6]
- Campeonato Nacional Universitário NCAA de Vôlei de Praia:2016[1]

## Premiações individuais
[carece de fontes?]